# 低齒丘鼠耳蝠屬
低齒丘鼠耳蝠屬（学名：Submyotodon）也称宽吻蝠属，是翼手目蝙蝠科的一个属。本属是2003年根据一化石种描述的新属，2015年，研究人员将鼠耳蝠属中的三种划入本属：
- 喜山宽吻鼠耳蝠 Submyotodon caliginosus (Tomes, 1859)
- 宽吻鼠耳蝠 Submyotodon latirostris (Kishida, 1932)
- 穆坪宽吻鼠耳蝠 Submyotodon moupinensis (Milne-Edwards, 1827)